# 信義区 (基隆市)

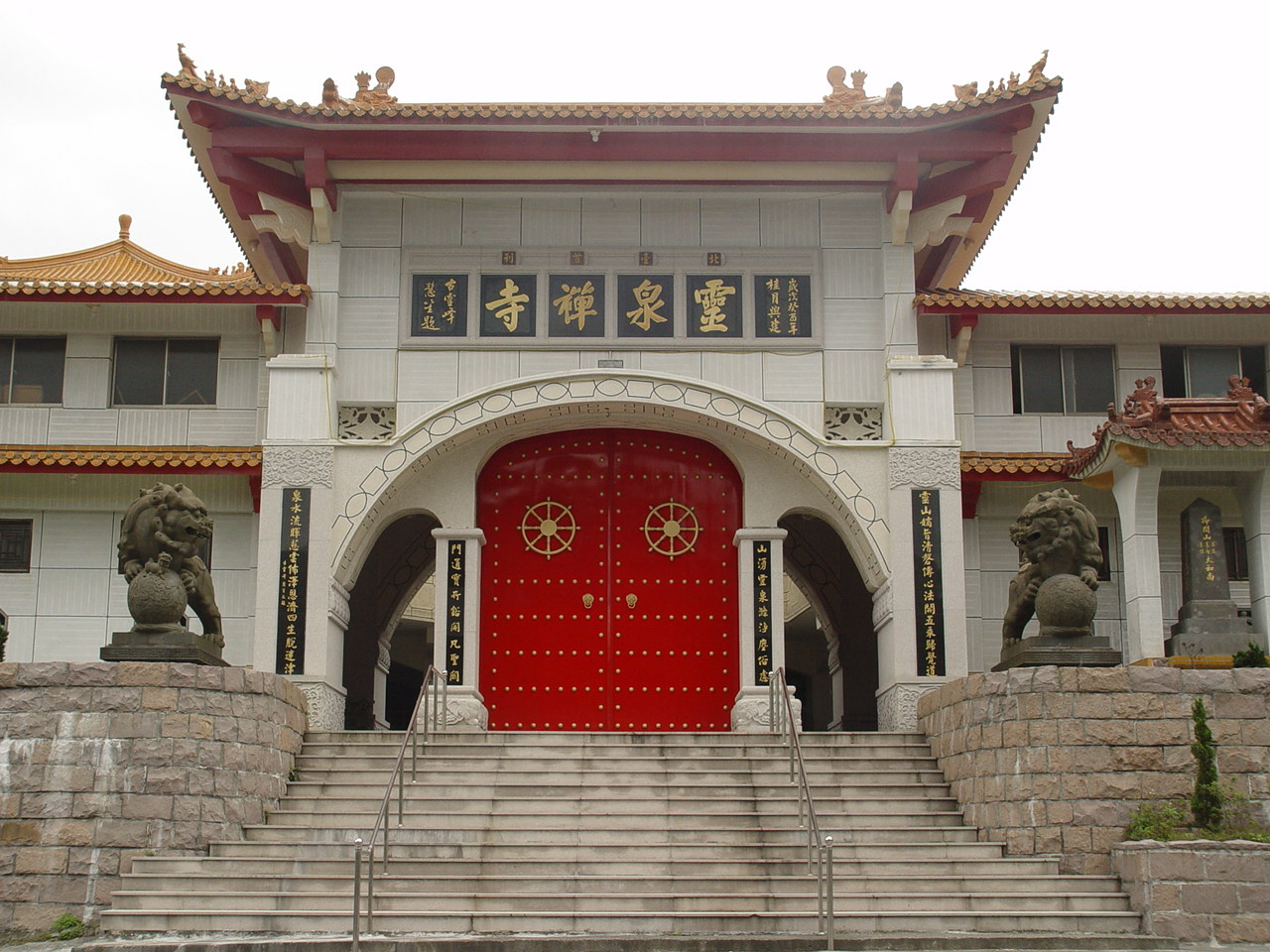
霊泉禅寺

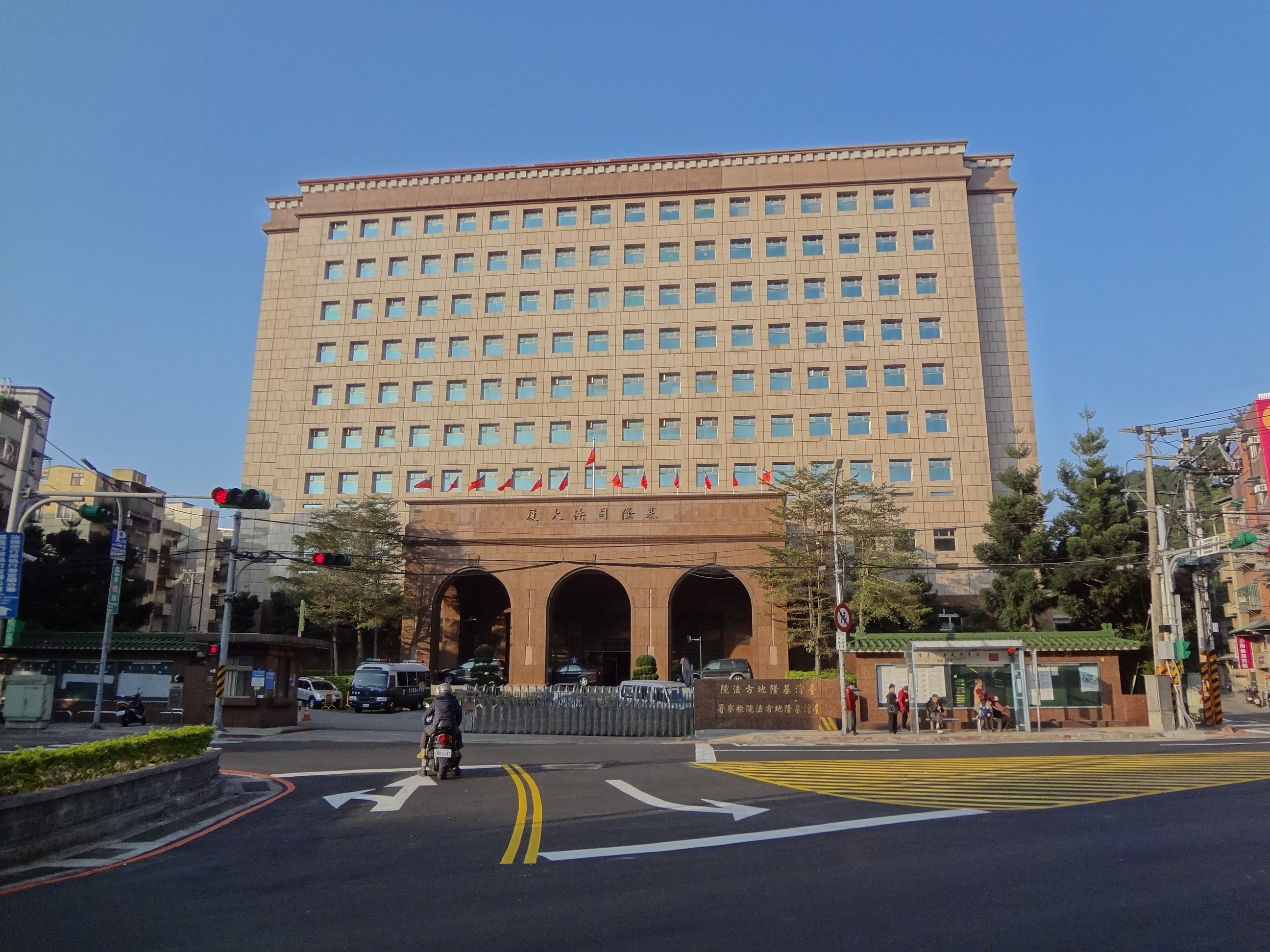
基隆司法ビル

信義区（シンイー/しんぎ-く）は基隆市の市轄区。

## 歴史
信義区は清代には基隆堡の管轄下の基隆街であった。地域には田寮港、大水窟、深澳坑の3庄、日本統治時代初期でもこの地方区分が踏襲された。1920年、一部を基隆街とし、3庄は基隆郡基隆街と改編された。1924年に基隆に市制が施行されると、信義区地域は基隆市直轄となり台北州の管轄に置かれるようになった。1931年10月1日に田寮港庄を寿町、幸町、東町、緑町、田寮町と改編し、大小窟、深澳坑、各町に区会が設けられ地方自治の開始となった。太平洋戦争開戦後は各町区会の合併が推進され第4、第5、第16区会に収斂された。戦後は原区会は取消され、第2区と改称された。その後1946年1月に信義区と改称され、区以下に地勢より区分された12里が設置され、2000年2月に19里となり現在に至っている。

## 行政区域
| 里 |
| --- |
| 仁義里、孝岡里、孝深里、孝徳里、東安里、東信里、智誠里、義民里、義幸里、仁寿里、孝忠里、孝賢里、東光里、東明里、信緑里、智慧里、義和里、義昭里、礼東里、礼儀里 |

## 教育

### 技術学院
- 崇右技術学院

### 高級中学
- 国立基隆女子中学

### 高級職業学校
- 私立光隆高級家商職業学校
- 私立培徳工業家事職業学校

### 国民中学
- 基隆市立信義国民中学
- 基隆市立成功国民中学

### 国民小学
- 基隆市立月眉国民小学
- 基隆市立東信国民小学
- 基隆市立東光国民小学
- 基隆市立中興国民小学
- 基隆市立深澳国民小学
- 基隆市立深美国民小学

## 観光
- 役政公園
- 霊泉禅寺
- 槓子寮砲台（中国語版）